# WEEK-TV
WEEK-TV는 미국 NBC 계열의 지역방송이다. 미국 일리노이주의 블루밍턴과 피리아 지역을 관할하며 채널번호는 25번이다.

## 역사
1953년 2월 1일 NBC에서 방송을 시작했고, 당시 채널번호는 43번이었다. 당시 오클라호마 시티에서 AM 라디오를 개국했었다. 1964년에 아날로그 채널 번호가 25번으로 변경되었다. 그 이후 1979년 -TV가 붙게 되었다.

## 뉴스 프로그램
- Your Esso Reporter (1953-1957)
- WEEK-TV News (1957-1969)
- Eyewitness News (1969-1977)
- News 25 (1977-현재)